# Alexandrowskoje (Kaliningrad)
Alexandrowskoje (Александовское, deutsch Bomben und Robitten) war der Name eines Ortes in der russischen Oblast Kaliningrad (Gebiet Königsberg (Preußen)), der zwei ehemalige ostpreußischen Ortschaften vereinte. Die Ortsstelle gehört zum Munizipalkreis Rajon Bagrationowsk (Stadtkreis Preußisch Eylau).

## Geographische Lage
Die Ortsstelle Alexandrowskojes liegt im südlichen Westen der Oblast Kaliningrad unmittelbar im Grenzgebiet zu Polen, 29 Kilometer östlich der ehemaligen Kreisstadt Heiligenbeil (russisch Mamonowo) bzw. 17 Kilometer westlich der heutigen Rajonshauptstadt Bagrationowsk (deutsch Preußisch Eylau).

## Geschichte

### Alexandrowskoje/Bomben

#### Bis 1945
Das seinerzeitige Gut Bumbis mit seinem Park wurde erstmals im Jahre 1407 erwähnt, danach Bombis, nach 1414 Bommen und nach 1820 bis 1947 Bomben genannt. 1874 kam der Gutsbezirk Bombitten (russisch Ochotnoje) zum neu errichteten Amtsbezirk Maraunen (russisch Michailowskoje) im Kreis Heiligenbeil in Ostpreußen, und wurde zwischen 1886 und 1892 in „Bomben“ umbenannt. 260 Einwohner zählte der Gutsbezirk Bomben im Jahre 1910.
Am 2. Februar 1921 bildete man aus der Rentengutskolonie Bombitten des Gutsbezirks Bomben die Landgemeinde Bombitten. Am 30. September 1928 schließlich wurden die Gutsbezirke Bomben, Dothen und Gedau (beide russisch Donskoje) in die Landgemeinde Bombitten eingegliedert.
Im Jahre 1945 kam Bomben mit dem gesamten nördlichen Ostpreußen in Kriegsfolge zur Sowjetunion.

#### Ab 1945
Bis 1947 behielt Bomben seinen bisherigen Namen. In jenem Jahr wurde der Ort in „Alexandrowskoje“ umbenannt und wohl in den Oktjabrski selski Sowet (Dorfsowjet Oktjabrskoje (Moritten)) eingegliedert, nach dessen Auflösung vermutlich in den Tschapajewski selski Sowet (Dorfsowjet Tschapajewo (Schlauthienen)) und danach in den Kornewski selski Sowet (Dorfsowjet Kornewo (Zinten)) eingegliedert. Doch fand nicht wirklich eine Neubesiedlung des Ortes statt, bereits lange Jahre vor 1988 wurde er verlassen, galt als verwaist und ist heute – zusammen mit Robitten resp. Robity – ein untergegangenes Dorf.

### Alexandrowskoje/Robitten (Robity)

#### Bis 1945
Im Jahre 1414 wurde das Dorf Robiten, bestehend aus einem Gut und mehreren Gehöften, erstmals erwähnt. Nach 1414 hieß der Ort Rubiten, nach 1419 Rubithen und nach 1437 bis 1945 Robitten. Robitten lag weniger als zwei Kilometer südlich von Bomben.
Der Gutsbezirk Robitten wurde 1874 in den neu errichteten Amtsbezirk Maraunen (russisch Michailowskoje) im ostpreußischen Kreis Heiligenbeil eingegliedert. 89 Einwohner zählte Robitten im Jahre 1910.
Am 30. September 1928 vergrößerte sich Robitten, als es sich mit dem Nachbargutsbezirk Maggen (kein russischer Name bekannt) zur neuen Landgemeinde Robitten zusammenschloss. 306 Einwohner zählte das auf diese Weise neu formierte Robitten im Jahre 1933, ihre Zahl belief sich 1939 auf 325.
Im Jahre 1945 erfolgte in Kriegsfolge zwischen dem nördlichen und dem südlichen Teil Ostpreußens die Grenzziehung zwischen der Sowjetunion und Polen. Die Grenze zog sich durch den Ort Robitten.

#### Ab 1945
Der südliche Teil Robittens mit dem Dorfzentrum lag im Staatsgebiet Polens. Das Dorf erhielt die polnische Namensform „Robity“. Als Ortschaft zuletzt in der Woiwodschaft Ermland-Masuren war es der Gmina Górowo Iławeckie (Landsberg i. Ostpr.) im Powiat Bartoszycki (Kreis Bartenstein i. Ostpr.) zugeordnet, doch wegen seiner Grenzlage fand keine Besiedlung mehr statt. Robity gilt heute als Wüstung in Polen.
Seitens der Sowjetunion blieb Robitten resp. Robity wohl unbeachtet. Erst 1993 findet der Ort „Робиты“ gemeinsam mit Bomben als „Alexandrowskoje“ Erwähnung. So wurde der nördliche Teil des Ortes genannt. Aber auch hier fand aufgrund der Grenzlage keine Besiedlung statt, und so gilt er auch – zusammen mit Bomben – als untergangen. Seine Ortsstelle gehört hier zum Munizipalkreis Rajon Bagrationowsk (Stadtkreis Preußisch Eylau) in der russischen Oblast Kaliningrad (Gebiet Königsberg (Preußen)).

## Religion
Robitten war bis 1945 in das Kirchspiel der evangelischen Kirche Zinten (russisch Kornewo) im Kirchenkreis Heiligenbeil in der Kirchenprovinz Ostpreußen der Kirche der Altpreußischen Union eingegliedert.

## Verkehr
Vor 1945 war Robitten über eine Nebenstraße mit den beiden Kreisstädten Heiligenbeil und Preußisch Eylau sowie mit Landsberg verbunden. Im polnischen Teil erreicht man die kaum noch zugängliche Ortsstelle von Robity als Endpunkt einer von Sągnity (Sangnitten) über Augamy (Augam) herführenden Straße. Der ebenfalls nahezu unzugängliche russische Teil liegt an einer stark bewachten Nebenstraße, die von Kornewo (Zinten) nach hier führt.